# ストーリーテラー (テレビドラマ)
『ストーリーテラー』（Jim Henson's The Storyteller）は、1985年にアメリカ合衆国・英国で製作されたテレビドラマシリーズ(第1期・全9話、1989年に第2期としてギリシア神話編・全4話が製作)、1987年エミー賞児童番組部門受賞（「ハリネズミのハンス」）、1989年英国アカデミー賞児童番組部門・衣裳デザイン部門受賞。

## 日本での放送
日本では1990年1月22日から1月30日までNHK BS2で月曜 - 金曜 17時30分 - 17時54分に放送された。その後、1991年7月22日から7月27日までNHK教育で月曜 - 土曜 10時00分 - 10時24分に再放送された。

## スタッフ
- 製作：ジム・ヘンソン / ダンカン・ケンウォーシー
- 特殊効果、ファンタジーキャラクター：ジム・ヘンソンズ・クリーチャーショップ
- 脚本：アンソニー・ミンゲラ
- 音楽：レイチェル・ポートマン

### 第1期スタッフ
ジョン・ハートが演じるストーリーテラー（語り部）が、暖炉の前の椅子で人語を話す彼の犬を相手に昔話をするというのが基本パターンである。
- 統括プロデューサー：ジム・ヘンソン
- 製作：マーク・シバス(第1話)、ダンカン・ケンウォーシー（第2-9話)
- 監督：スティーブ・バロン(第1,2,8話)、チャールズ・ストリッジ(第3話)、ジョン・アミエル(第4話)、ジム・ヘンソン(第5,9話)、ピーター・スミス(第6話)、ポール・ウェイランド(第7話)
- 撮影監督：ジョン・フェンナー
- 音楽：レイチェル・ポートマン
- コンセプト・デザイン：ブライアン・フロード

1. 「ハリネズミのハンス」HANS MY HEDGEHOG
2. 「恐怖を知らなかった少年」FEARNOT
3. 「最後の一話」A STORY SHORT
4. 「幸運の持ち主」THE LUCK CHILD
5. 「兵士と死神」THE SOLDIER AND DEATH
6. 「本当の花嫁」THE TRUE BRIDE
7. 「三羽のカラス」THE THREE RAVENS
8. 「運命の指輪」SAPSORROW
9. 「心のない巨人」THE HEARTLESS GIANT

### 第2期スタッフ
マイケル・ガンボン演じるストーリーテラー（語り部）が、人語を話す彼の犬を相手に昔話をするという基本パターンは第1期と同じだが、彼らはクノッソスの迷宮に迷い込んでおり、そこで見つけた様々な品物をキーとして、物語が語られる。
- 統括プロデューサー：ジム・ヘンソン
- 音楽：レイチェル・ポートマン
- 撮影：ロジャー・プラット
- 製作・脚本・監督：アンソニー・ミンゲラ

1. 「テーセウスとミノタウロス」THESEUS AND THE MINOTAUR
2. 「ダイダロスとイカロス」DAEDALUS AND ICARUS
3. 「オルフェウスとエウリュデュケー」ORPHEUS AND EURYDICE
4. 「ペルセウスとメデューサ」PERSEUS AND THE GORGON

## キャスト

### 第1期
ストーリーテラー：ジョン・ハート（吹替：大塚周夫）
犬：ブライアン・ヘンソン（声）（吹替：西川幾雄）
第1話「ハリネズミのハンス」HANS MY HEDGEHOG
ハンス：ジェイソン・カーター（演）、アリサ・バーク（演）、テレンス・ハーベイ（声）、スティーブン・ガーリック（少年時代の声）（吹替：関俊彦、羽村京子（少年時代））
農夫：エリック・リチャード（吹替：肝付兼太）
農夫の妻：マギー・ウィルキンソン（吹替：鈴木みえ）
王様：デヴィッド・スウィフト（吹替：加藤正之）
王妃：ヘレン・リンゼイ（吹替：山本圭子）
チェリーパイ姫：アビゲイル・クリューテンデン（吹替：勝生真沙子）
看守：ロビン・サマーズ（吹替：森功至）
第2話「恐怖を知らなかった少年」FEARNOT
フィアノット：リース・ディンズデール（吹替：島田敏）
マッカイ：ウィリー・ロス（吹替：槐柳二）
ハーフマン：フレデリック・ウォーダー（吹替：辻村真人）
リディア：ガブリエル・アンウォー（吹替：久川綾）
リディアの父：ジェームズ・ドネリー（吹替：中庸助）
フィアノットの父：ピーター・ジョンフィールド（吹替：辻村真人）
フィアノットの兄弟：マーク・ウィリアムズ（吹替：平野正人）
スプライト：マイケル・カックソン（演）、マイケル・キルガリフ（声）（吹替：穂積隆信）
第3話「最後の一話」A STORY SHORT
料理人：ブライアン・プリングル（吹替：藤本譲）
物乞い：ジョン・カヴァナフ（吹替：城山知馨夫）
ストーリーテラーの妻：ブレンダ・ブレッシン（吹替：横尾まり）
王様：リチャード・ヴァーノン（吹替：嶋俊介）
王妃：サラ・クラウデン（吹替：鈴木みえ）
王子：ジャクソン・カイル（吹替：鶴ひろみ）
第4話「幸運の持ち主」THE LUCK CHILD
ラッキー：スティーヴン・マッキントッシュ（吹替：大塚芳忠）
王女：キャサリン・ブラッドショー（吹替：渡辺菜生子）
王様：フィリップ・ジャクソン（吹替：仁内建之）
小男：アンソニー・オドネル（吹替：緒方賢一）
ページ：ロス・ボートマン（吹替：あずさ欣平）
渡し守：ロバート・エディソン（吹替：北村弘一）
王妃：ポーリン・モラン（吹替：横尾まり）
ミラー：ティモシー・カイトリー（吹替：佐藤正治）
ミラーの妻：ダイアナ・パヤン（吹替：江森浩子）
ラッキーの父：コリン・ファレル（吹替：納谷悟朗）
ラッキーの母：メレリナ・ケンドール（吹替：向井真理子）
グリフィン：ブライアン・ヘンソン（演）、アリステア・フラートン（演）、ジョージ・リトル（声）（吹替：小室正幸）
第5話「兵士と死神」THE SOLDIER AND DEATH
兵士：ボブ・ペック（吹替：有本欽隆）
兵士の妻：ヤン・チャペル（吹替：向井真理子）
皇帝：ジョン・フランクリン・ロビンズ（吹替：宮内幸平）
皇帝の妻：イシア・ベニソン（吹替：横尾まり）
死神：アリステア・フラートン（声）（吹替：松尾銀三）
宿屋の主人：デヴィッド・フリーシュマン（吹替：秋元羊介）
悪魔たち：アリステア・フラートン（演）、デビッド・バークレイ（演）、マイケル・ベイリス（演）、マーカス・クラーク（演）、リチャード・クームズ（演）、ジョン・エクレストン（演）、ジェフ・フェリックス（演）、マイク・クイン（演）、フランシス・ライト（演）、アンソニー・ジャクソン（演）、ブライアン・ヘンソン（声）、ピーター・ホーキンス（声）、ピーター・マリンカー（声）（吹替：宮内幸平、青野武、大竹宏、松尾銀三）
第6話「本当の花嫁」THE TRUE BRIDE
アーニャ：ジェーン・ホロックス（吹替：松井菜桜子）
王子：ショーン・ビーン（吹替：堀内賢雄）
トロール：フレデリック・ウォーダー（演）、アラン・アームストロング（声）（吹替：藤本譲）
トロロップ：フレデリック・ウォーダー（演）、サンドラ・ボー（声）（吹替：片岡富枝）
ライオン：デイビット・グリーナウェイ（演）、ロバート・タイグナー（演）、マク・ウィルソン（演）、マイケル・キルガリフ（声）（吹替：谷口節）
囚人たち：コリン・ハーレイ、ロバート・ハミルトン、サム・ハワード（吹替：広中雅志、小林通孝、沢りつお）
通行人：ダイアナ・パヤン（吹替：柳沢三千代）
第7話「三羽のカラス」THE THREE RAVENS
魔女：ミランダ・リチャードソン
王様：ジョナサン・プライス
王女：ジョエリー・リチャードソン（吹替：佐々木優子）
第8話「運命の指輪」SAPSORROW
サップソロー：アリソン・ドゥーディ（吹替：勝生真沙子）
王子：ジェームズ・ウィルビー（吹替：大塚芳忠）
悪い姉1：ジェニファー・ソーンダース（吹替：安達忍）
悪い姉2：ドーン・フレンチ（吹替：小宮和枝）
王様：ジェフリー・ベイルドン（吹替：大木民夫）
大臣：ティム・バーカー（吹替：平野正人）
町触れの人：ロビン・サマーズ（吹替：森功至）
メイド：ケイト・ウィリアムズ（吹替：中友子）
召し使い1：アンガス・バーネット（吹替：村越伊知郎）
召し使い2：ドーン・アーチボールド（吹替：中島千里）
ペイジ：エドワード・チューダーポール（吹替：中尾みち雄）
第9話「心のない巨人」THE HEARTLESS GIANT
巨人：フレデリック・ウォーダー（吹替：島香裕）
レオ：エリオット・スピアース

### 第2期
- ストーリーテラー(語り部)：マイケル・ガンボン
- 犬：ブライアン・ヘンソン（声）

第1話「テセウスとミノタウロス」THESEUS AND THE MINOTAUR
テセウス：デビッド・モリセイ
アリアドネ：マギー・オニール
ミノタウロス：スティーブン・ヴァーノム
第2話「ダイダロスとイカロス」DAEDALUS AND ICARUS
ダイダロス：デレク・ジャコビ
イカルス：イアン・ホークス
タロス：アリステア・ホワイト
ミノス王：ジョン・ウッド
第3話「オルフェウスとエウリュデュケー」ORPHEUS AND EURYDICE
オルフェウス：アート・マリック
エウリュデュケー：ジーナ・ベルマン
第4話「ペルセウスとメデューサ」PERSEUS AND THE GORGON
メデューサ：フランシス・バーバー
ペルセウス：ジェレミー・ジレイ
ダナエ：ケイト・ビュフェリー

## 製作関連
- 本作の企画は、大学で民俗学を学んでいたジム・ヘンソンの娘、シェリル・ヘンソンの研究に基づいている。グリム兄弟のような研究者の手で発掘された民話が、時代の要請によって様々に改変されているのは事実だが、野蛮で血生臭さくもある原典に近いストーリーで民話のファンタジー世界を現代に甦らせることが本来の趣旨だった。
- ジム・ヘンソンは元来、ストーリーテラーの相方としての犬が「人語を話す」ということは考えていなかった。アンソニー・ミンゲラによる脚本の第一稿にコンセプトが盛り込まれているのを見て、ヘンソンが採用したものである。ジム・ヘンソンは元々マペット・キャラクターとしての犬が気に入っており、古くから犬をマペットの題材として採用している。
- ジム・ヘンソンは、パイロット版としての「ハリネズミのハンス」の演出・監督を行ったスティーブ・バロンを高く評価していた。陶器に描かれた模様が風景にオーバーラップし画面転換したり、影絵風の背景の中でドラマが繰り広げられるといった『ストーリーテラー』の作品を特長付ける演出は、すべてバロンがフォーマットを完成させたものだとしている。バロンはヘンソン社と協力し、1990年には映画『ミュータント・タートルズ』を完成させている。
- 「ストーリーテラー」は米国以外では、それなり好評をもってビデオリリース・放映されたが、米国内でのセールスでは、NBCネットワークでの時間枠を確保出来ず、「ジム・ヘンソンのファンタジー・ワールド」の時間枠で放映された。（「ジム・ヘンソンのファンタジー・ワールド」自体が低視聴率のため、打ち切りの憂き目を見ている）「ストーリーテラー」が米国で成功を収められなかった点について、製作のダンカン・ケンウォーシーは、お伽話であるが、完全に大人向けにリライトされたものであるがゆえに、物語上欠くべからざる描写（暴力や魔法薬等）に米国の放送コードと相容れないものがあったとの趣旨の証言をしている。
- 他のヘンソン社作品と比較して、商業的な成功を収めたとは言えない本作だが、第一期で取り上げた欧州の民話から題材を広げて、続編として欧州以外の日本や世界各国の民話・おとぎ話を取り上げる構想があったことをジム・ヘンソンがインタビューで話している。

## 映像ソフト化
- ジム・ヘンソンのストーリーテラー vol.1 (DVD、品番 - GNBF-5036)

2004年11月25日よりジェネオンから発売、日本語字幕のみ収録。
- ジム・ヘンソンの新ストーリーテラー/ギリシャ神話 (DVD、品番 - TSDD-2330)

2005年8月24日よりソニー・ピクチャーズ・エンタテインメントから発売、日本語字幕のみ収録。